# معرض نورنبيرغ
يعد معرض نورنبيرغ (بالألمانية: Nürnberger Messe)‏ أرضًا للمعارض في حي Langwasser في نورمبرغ حيث يضم حاليًا 16 قاعة وحوالي 18000 متر مربع من مساحة المعرض الإجمالية ومنطقة مساحتها 50000 متر مربع في الهواء الطلق.

## الأهمية
يعد معرض نورنبيرغ الواقع بقلب فرنكونيا جنوب غرب ألمانيا من بين أهم المعارض حيث يقدم كافة الابتكارات ومستجدات صناعة اللعب واقتصاد المشروبات أو منتجات الزراعة العضوية. تم الإعلان عن افتتاح المعرض عام 1974 وتمكن من التوسع حيث تقدر مساحة أرضيته بأزيد من 160000 متر مربع وتهتم سابع أكبر شركة ألمانية للمعارض باستخدام قاعة نورنبيرغ للمؤتمرات كمقر عظيم لعقد المؤتمرات والندوات.
يدير المعرض مجموعة NürnbergMesse Group ، التي لها فروع أخرى في الصين وأمريكا الشمالية والبرازيل وإيطاليا والهند. تضم مجموعة حوالي 120 معرضًا ومؤتمرًا تجاريًا محليًا ودوليًا بالإضافة إلى حوالي 40 جناحًا مشتركًا برعاية مشتركة في نورمبرج وجميع أنحاء العالم. كل عام، يشارك حوالي 35000 عارض وما يصل إلى 1.5 مليون زائر في فعاليات المعرض. تبلغ نسبة العارضين الدوليين في الأحداث الخاصة 44 في المائة، بينما تبلغ نسبة الزوار التجاريين 26 في المائة. تمتلك الشركة حوالي 50 وكالة في جميع أنحاء العالم، تعمل في أكثر من 100 دولة.

## الروابط الخارجية
- الموقع الرسمي للمعرض